# Chi Cheng (athlète)
Ne doit pas être confondu avec Chi Cheng (musicien), Chicheng ou Chi-Sheng.
Chi Cheng, née le 15 mars 1944 à Taïwan, est une athlète et femme politique taïwanaise, spécialiste du 80 m haies.

## Carrière
Aux Jeux olympiques d'été de 1968 à Mexico, elle a remporté le bronze sur 80 m haies derrière deux Australiennes, Maureen Caird et Pam Kilborn.
Durant l'année 1970, elle améliore aux États-Unis le record du monde du 100 yards en 10 secondes et celui du 220 yards à deux reprises en 22 s 7 et en 22 s 6 ; durant cette même année, elle bat à Munich, le 12 juillet, le record du monde du 200 mètres en 22 s 4 et égale celui du 100 mètres haies en 12 s 8.
Elle est également députée du Yuan législatif de 1980 à 1989.

## Distinctions

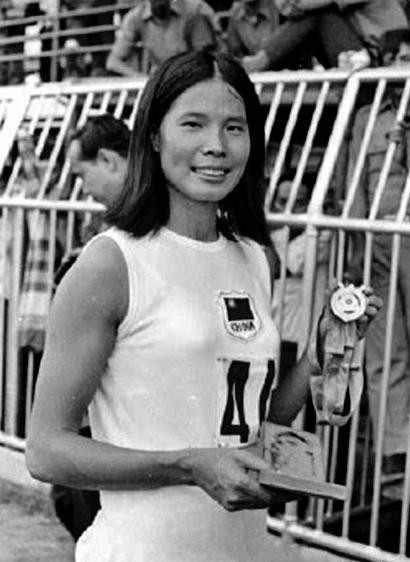
Chi Cheng en 1970

En 1970, elle est désignée comme sportive de l'année par l'agence de presse américaine Associated Press. En Asie, elle est considérée comme l'athlète du XXe siècle.

## Palmarès

### Jeux olympiques d'été
- Jeux olympiques d'été de 1964 à Tokyo ( Japon)
  - éliminée en série sur 80 m haies
  - 24e au saut en longueur
  - 17e au pentathlon
- Jeux olympiques d'été de 1968 à Mexico ( Mexique)
  -  Médaille de bronze sur 80 m haies

### Jeux asiatiques
- Jeux asiatiques de 1966 à Bangkok ( Thaïlande)
  -  Médaille d'or au saut en longueur
  -  Médaille d'argent sur 4 x 100 m
- Jeux asiatiques de 1970 à Bangkok ( Thaïlande)
  -  Médaille d'or sur 100 m